# Leggatti Automobilbau
Die Leggatti Automobilbau Cohnen & Sommersell GmbH war ein deutscher Hersteller von Automobilen.

## Unternehmensgeschichte
Bernd Cohnen gründete zusammen mit Hermann und Rainer Sommersell das Unternehmen. Der Gesellschaftsvertrag war auf den 28. November 1989 datiert. Der Eintrag im Handelsregister stammt vom 20. April 1990. Firmensitz war an der Hansaallee 2 in Düsseldorf. 1989 begann die Produktion von Automobilen. Der Markenname lautete Leggatti. 1994, 1997 und 2001 kam es zu Vergleichsverfahren. Die Löschung im Handelsregister erfolgte am 23. Januar 2002.

## Fahrzeuge
Das erste Modell war der GTS. Leggatti verwendete ein Fahrgestell von General Motors mit dem V8-Motor der Chevrolet Corvette mit 5700 cm³ Hubraum und 300 PS (221 kW) Leistung. Die offene Karosserie bestand aus mit Kohlenstoff- und Aramidfasern verstärktem Kunststoff und ähnelte der des Ferrari Daytona. Zur Wahl standen ein Fünfganggetriebe und eine Vierstufenautomatik. Der Neupreis betrug etwa 137.000 DM.
Das nächste Modell Amerika, auch America geschrieben, kam 1991 heraus. Dieses ebenfalls offene Fahrzeug ähnelte einem Ferrari aus den 1960er Jahren.
Außerdem bot das Unternehmen den Nachbau eines Mercedes-Benz SSK an, den Guitolar in Uruguay herstellte. Für den Antrieb sorgte ein Sechszylindermotor von Daimler-Benz mit 2500 cm³ Hubraum. 1992 betrug der Neupreis 51.300 DM für den Bausatz und 93.480 DM als Komplettfahrzeug.